# 1348
Portal Geschichte | Portal Biografien | Aktuelle Ereignisse | Jahreskalender | Tagesartikel

◄ |
13. Jahrhundert |
14. Jahrhundert
| 15. Jahrhundert | ►

◄ |
1310er |
1320er |
1330er |
1340er
| 1350er | 1360er | 1370er | ►

◄◄ |
◄ |
1344 |
1345 |
1346 |
1347 |
1348
| 1349 | 1350 | 1351 | 1352 | ► | ►►
Staatsoberhäupter  · Nekrolog
| Januar | Januar | Januar | Januar | Januar | Januar | Januar | Januar |
| Kw     | Mo     | Di     | Mi     | Do     | Fr     | Sa     | So     |
| ------ | ------ | ------ | ------ | ------ | ------ | ------ | ------ |
| 1      |        | 1      | 2      | 3      | 4      | 5      | 6      |
| 2      | 7      | 8      | 9      | 10     | 11     | 12     | 13     |
| 3      | 14     | 15     | 16     | 17     | 18     | 19     | 20     |
| 4      | 21     | 22     | 23     | 24     | 25     | 26     | 27     |
| 5      | 28     | 29     | 30     | 31     |        |        |        |

| Februar | Februar | Februar | Februar | Februar | Februar | Februar | Februar |
| Kw      | Mo      | Di      | Mi      | Do      | Fr      | Sa      | So      |
| ------- | ------- | ------- | ------- | ------- | ------- | ------- | ------- |
| 5       |         |         |         |         | 1       | 2       | 3       |
| 6       | 4       | 5       | 6       | 7       | 8       | 9       | 10      |
| 7       | 11      | 12      | 13      | 14      | 15      | 16      | 17      |
| 8       | 18      | 19      | 20      | 21      | 22      | 23      | 24      |
| 9       | 25      | 26      | 27      | 28      | 29      |         |         |

| März | März | März | März | März | März | März | März |
| Kw   | Mo   | Di   | Mi   | Do   | Fr   | Sa   | So   |
| ---- | ---- | ---- | ---- | ---- | ---- | ---- | ---- |
| 9    |      |      |      |      |      | 1    | 2    |
| 10   | 3    | 4    | 5    | 6    | 7    | 8    | 9    |
| 11   | 10   | 11   | 12   | 13   | 14   | 15   | 16   |
| 12   | 17   | 18   | 19   | 20   | 21   | 22   | 23   |
| 13   | 24   | 25   | 26   | 27   | 28   | 29   | 30   |
| 14   | 31   |      |      |      |      |      |      |

| April | April | April | April | April | April | April | April |
| Kw    | Mo    | Di    | Mi    | Do    | Fr    | Sa    | So    |
| ----- | ----- | ----- | ----- | ----- | ----- | ----- | ----- |
| 14    |       | 1     | 2     | 3     | 4     | 5     | 6     |
| 15    | 7     | 8     | 9     | 10    | 11    | 12    | 13    |
| 16    | 14    | 15    | 16    | 17    | 18    | 19    | 20    |
| 17    | 21    | 22    | 23    | 24    | 25    | 26    | 27    |
| 18    | 28    | 29    | 30    |       |       |       |       |

| Mai | Mai | Mai | Mai | Mai | Mai | Mai | Mai |
| Kw  | Mo  | Di  | Mi  | Do  | Fr  | Sa  | So  |
| --- | --- | --- | --- | --- | --- | --- | --- |
| 18  |     |     |     | 1   | 2   | 3   | 4   |
| 19  | 5   | 6   | 7   | 8   | 9   | 10  | 11  |
| 20  | 12  | 13  | 14  | 15  | 16  | 17  | 18  |
| 21  | 19  | 20  | 21  | 22  | 23  | 24  | 25  |
| 22  | 26  | 27  | 28  | 29  | 30  | 31  |     |

| Juni | Juni | Juni | Juni | Juni | Juni | Juni | Juni |
| Kw   | Mo   | Di   | Mi   | Do   | Fr   | Sa   | So   |
| ---- | ---- | ---- | ---- | ---- | ---- | ---- | ---- |
| 22   |      |      |      |      |      |      | 1    |
| 23   | 2    | 3    | 4    | 5    | 6    | 7    | 8    |
| 24   | 9    | 10   | 11   | 12   | 13   | 14   | 15   |
| 25   | 16   | 17   | 18   | 19   | 20   | 21   | 22   |
| 26   | 23   | 24   | 25   | 26   | 27   | 28   | 29   |
| 27   | 30   |      |      |      |      |      |      |

| Juli | Juli | Juli | Juli | Juli | Juli | Juli | Juli |
| Kw   | Mo   | Di   | Mi   | Do   | Fr   | Sa   | So   |
| ---- | ---- | ---- | ---- | ---- | ---- | ---- | ---- |
| 27   |      | 1    | 2    | 3    | 4    | 5    | 6    |
| 28   | 7    | 8    | 9    | 10   | 11   | 12   | 13   |
| 29   | 14   | 15   | 16   | 17   | 18   | 19   | 20   |
| 30   | 21   | 22   | 23   | 24   | 25   | 26   | 27   |
| 31   | 28   | 29   | 30   | 31   |      |      |      |

| August | August | August | August | August | August | August | August |
| Kw     | Mo     | Di     | Mi     | Do     | Fr     | Sa     | So     |
| ------ | ------ | ------ | ------ | ------ | ------ | ------ | ------ |
| 31     |        |        |        |        | 1      | 2      | 3      |
| 32     | 4      | 5      | 6      | 7      | 8      | 9      | 10     |
| 33     | 11     | 12     | 13     | 14     | 15     | 16     | 17     |
| 34     | 18     | 19     | 20     | 21     | 22     | 23     | 24     |
| 35     | 25     | 26     | 27     | 28     | 29     | 30     | 31     |

| September | September | September | September | September | September | September | September |
| Kw        | Mo        | Di        | Mi        | Do        | Fr        | Sa        | So        |
| --------- | --------- | --------- | --------- | --------- | --------- | --------- | --------- |
| 36        | 1         | 2         | 3         | 4         | 5         | 6         | 7         |
| 37        | 8         | 9         | 10        | 11        | 12        | 13        | 14        |
| 38        | 15        | 16        | 17        | 18        | 19        | 20        | 21        |
| 39        | 22        | 23        | 24        | 25        | 26        | 27        | 28        |
| 40        | 29        | 30        |           |           |           |           |           |

| Oktober | Oktober | Oktober | Oktober | Oktober | Oktober | Oktober | Oktober |
| Kw      | Mo      | Di      | Mi      | Do      | Fr      | Sa      | So      |
| ------- | ------- | ------- | ------- | ------- | ------- | ------- | ------- |
| 40      |         |         | 1       | 2       | 3       | 4       | 5       |
| 41      | 6       | 7       | 8       | 9       | 10      | 11      | 12      |
| 42      | 13      | 14      | 15      | 16      | 17      | 18      | 19      |
| 43      | 20      | 21      | 22      | 23      | 24      | 25      | 26      |
| 44      | 27      | 28      | 29      | 30      | 31      |         |         |

| November | November | November | November | November | November | November | November |
| Kw       | Mo       | Di       | Mi       | Do       | Fr       | Sa       | So       |
| -------- | -------- | -------- | -------- | -------- | -------- | -------- | -------- |
| 44       |          |          |          |          |          | 1        | 2        |
| 45       | 3        | 4        | 5        | 6        | 7        | 8        | 9        |
| 46       | 10       | 11       | 12       | 13       | 14       | 15       | 16       |
| 47       | 17       | 18       | 19       | 20       | 21       | 22       | 23       |
| 48       | 24       | 25       | 26       | 27       | 28       | 29       | 30       |

| Dezember | Dezember | Dezember | Dezember | Dezember | Dezember | Dezember | Dezember |
| Kw       | Mo       | Di       | Mi       | Do       | Fr       | Sa       | So       |
| -------- | -------- | -------- | -------- | -------- | -------- | -------- | -------- |
| 49       | 1        | 2        | 3        | 4        | 5        | 6        | 7        |
| 50       | 8        | 9        | 10       | 11       | 12       | 13       | 14       |
| 51       | 15       | 16       | 17       | 18       | 19       | 20       | 21       |
| 52       | 22       | 23       | 24       | 25       | 26       | 27       | 28       |
| 1        | 29       | 30       | 31       |          |          |          |          |

| Januar | Januar | Januar | Januar | Januar | Januar | Januar | Januar |
| Kw     | Mo     | Di     | Mi     | Do     | Fr     | Sa     | So     |
| ------ | ------ | ------ | ------ | ------ | ------ | ------ | ------ |
| 1      |        | 1      | 2      | 3      | 4      | 5      | 6      |
| 2      | 7      | 8      | 9      | 10     | 11     | 12     | 13     |
| 3      | 14     | 15     | 16     | 17     | 18     | 19     | 20     |
| 4      | 21     | 22     | 23     | 24     | 25     | 26     | 27     |
| 5      | 28     | 29     | 30     | 31     |        |        |        |

| Februar | Februar | Februar | Februar | Februar | Februar | Februar | Februar |
| Kw      | Mo      | Di      | Mi      | Do      | Fr      | Sa      | So      |
| ------- | ------- | ------- | ------- | ------- | ------- | ------- | ------- |
| 5       |         |         |         |         | 1       | 2       | 3       |
| 6       | 4       | 5       | 6       | 7       | 8       | 9       | 10      |
| 7       | 11      | 12      | 13      | 14      | 15      | 16      | 17      |
| 8       | 18      | 19      | 20      | 21      | 22      | 23      | 24      |
| 9       | 25      | 26      | 27      | 28      | 29      |         |         |

| März | März | März | März | März | März | März | März |
| Kw   | Mo   | Di   | Mi   | Do   | Fr   | Sa   | So   |
| ---- | ---- | ---- | ---- | ---- | ---- | ---- | ---- |
| 9    |      |      |      |      |      | 1    | 2    |
| 10   | 3    | 4    | 5    | 6    | 7    | 8    | 9    |
| 11   | 10   | 11   | 12   | 13   | 14   | 15   | 16   |
| 12   | 17   | 18   | 19   | 20   | 21   | 22   | 23   |
| 13   | 24   | 25   | 26   | 27   | 28   | 29   | 30   |
| 14   | 31   |      |      |      |      |      |      |

| April | April | April | April | April | April | April | April |
| Kw    | Mo    | Di    | Mi    | Do    | Fr    | Sa    | So    |
| ----- | ----- | ----- | ----- | ----- | ----- | ----- | ----- |
| 14    |       | 1     | 2     | 3     | 4     | 5     | 6     |
| 15    | 7     | 8     | 9     | 10    | 11    | 12    | 13    |
| 16    | 14    | 15    | 16    | 17    | 18    | 19    | 20    |
| 17    | 21    | 22    | 23    | 24    | 25    | 26    | 27    |
| 18    | 28    | 29    | 30    |       |       |       |       |

| Mai | Mai | Mai | Mai | Mai | Mai | Mai | Mai |
| Kw  | Mo  | Di  | Mi  | Do  | Fr  | Sa  | So  |
| --- | --- | --- | --- | --- | --- | --- | --- |
| 18  |     |     |     | 1   | 2   | 3   | 4   |
| 19  | 5   | 6   | 7   | 8   | 9   | 10  | 11  |
| 20  | 12  | 13  | 14  | 15  | 16  | 17  | 18  |
| 21  | 19  | 20  | 21  | 22  | 23  | 24  | 25  |
| 22  | 26  | 27  | 28  | 29  | 30  | 31  |     |

| Juni | Juni | Juni | Juni | Juni | Juni | Juni | Juni |
| Kw   | Mo   | Di   | Mi   | Do   | Fr   | Sa   | So   |
| ---- | ---- | ---- | ---- | ---- | ---- | ---- | ---- |
| 22   |      |      |      |      |      |      | 1    |
| 23   | 2    | 3    | 4    | 5    | 6    | 7    | 8    |
| 24   | 9    | 10   | 11   | 12   | 13   | 14   | 15   |
| 25   | 16   | 17   | 18   | 19   | 20   | 21   | 22   |
| 26   | 23   | 24   | 25   | 26   | 27   | 28   | 29   |
| 27   | 30   |      |      |      |      |      |      |

| Juli | Juli | Juli | Juli | Juli | Juli | Juli | Juli |
| Kw   | Mo   | Di   | Mi   | Do   | Fr   | Sa   | So   |
| ---- | ---- | ---- | ---- | ---- | ---- | ---- | ---- |
| 27   |      | 1    | 2    | 3    | 4    | 5    | 6    |
| 28   | 7    | 8    | 9    | 10   | 11   | 12   | 13   |
| 29   | 14   | 15   | 16   | 17   | 18   | 19   | 20   |
| 30   | 21   | 22   | 23   | 24   | 25   | 26   | 27   |
| 31   | 28   | 29   | 30   | 31   |      |      |      |

| August | August | August | August | August | August | August | August |
| Kw     | Mo     | Di     | Mi     | Do     | Fr     | Sa     | So     |
| ------ | ------ | ------ | ------ | ------ | ------ | ------ | ------ |
| 31     |        |        |        |        | 1      | 2      | 3      |
| 32     | 4      | 5      | 6      | 7      | 8      | 9      | 10     |
| 33     | 11     | 12     | 13     | 14     | 15     | 16     | 17     |
| 34     | 18     | 19     | 20     | 21     | 22     | 23     | 24     |
| 35     | 25     | 26     | 27     | 28     | 29     | 30     | 31     |

| September | September | September | September | September | September | September | September |
| Kw        | Mo        | Di        | Mi        | Do        | Fr        | Sa        | So        |
| --------- | --------- | --------- | --------- | --------- | --------- | --------- | --------- |
| 36        | 1         | 2         | 3         | 4         | 5         | 6         | 7         |
| 37        | 8         | 9         | 10        | 11        | 12        | 13        | 14        |
| 38        | 15        | 16        | 17        | 18        | 19        | 20        | 21        |
| 39        | 22        | 23        | 24        | 25        | 26        | 27        | 28        |
| 40        | 29        | 30        |           |           |           |           |           |

| Oktober | Oktober | Oktober | Oktober | Oktober | Oktober | Oktober | Oktober |
| Kw      | Mo      | Di      | Mi      | Do      | Fr      | Sa      | So      |
| ------- | ------- | ------- | ------- | ------- | ------- | ------- | ------- |
| 40      |         |         | 1       | 2       | 3       | 4       | 5       |
| 41      | 6       | 7       | 8       | 9       | 10      | 11      | 12      |
| 42      | 13      | 14      | 15      | 16      | 17      | 18      | 19      |
| 43      | 20      | 21      | 22      | 23      | 24      | 25      | 26      |
| 44      | 27      | 28      | 29      | 30      | 31      |         |         |

| November | November | November | November | November | November | November | November |
| Kw       | Mo       | Di       | Mi       | Do       | Fr       | Sa       | So       |
| -------- | -------- | -------- | -------- | -------- | -------- | -------- | -------- |
| 44       |          |          |          |          |          | 1        | 2        |
| 45       | 3        | 4        | 5        | 6        | 7        | 8        | 9        |
| 46       | 10       | 11       | 12       | 13       | 14       | 15       | 16       |
| 47       | 17       | 18       | 19       | 20       | 21       | 22       | 23       |
| 48       | 24       | 25       | 26       | 27       | 28       | 29       | 30       |

| Dezember | Dezember | Dezember | Dezember | Dezember | Dezember | Dezember | Dezember |
| Kw       | Mo       | Di       | Mi       | Do       | Fr       | Sa       | So       |
| -------- | -------- | -------- | -------- | -------- | -------- | -------- | -------- |
| 49       | 1        | 2        | 3        | 4        | 5        | 6        | 7        |
| 50       | 8        | 9        | 10       | 11       | 12       | 13       | 14       |
| 51       | 15       | 16       | 17       | 18       | 19       | 20       | 21       |
| 52       | 22       | 23       | 24       | 25       | 26       | 27       | 28       |
| 1        | 29       | 30       | 31       |          |          |          |          |

## Ereignisse

### Politik und Weltgeschehen
- 2. Februar: Der Deutsche Orden setzt sich in der Schlacht an der Strėva im Rahmen der Litauerkriege gegenüber einem doppelt so großen Heer des Großfürstentums Litauen durch. In der Folge stößt der livländische Ordenszweig im Herbst ohne nennenswerte Gegenwehr bis Šiauliai vor und der litauische Einfluss auf Pskow und Smolensk schwindet. Der Orden ist jedoch nicht in der Lage, seinen Erfolg längerfristig auszunutzen, da wenig später der Schwarze Tod schwere Verluste in seinen Reihen verursacht.
- 14. März: Das Bremer Domkapitel wählt Moritz von Oldenburg einstimmig zum Nachfolger des Anfang des Jahres gestorbenen Otto I. als Erzbischof von Bremen. Papst Clemens VI. in Avignon verweigert jedoch die Bestätigung der Wahl und ernennt stattdessen – vermutlich gegen entsprechende Geldzahlungen – Gottfried von Arnsberg, den Bischof von Osnabrück, zum neuen Erzbischof. Die Bremer Erzbischofsfehde beginnt.
- 16. März: Karl IV., der sich im gleichen Jahr in Prag niederlässt, gibt mit einer feierlichen Grundsteinlegung für die Stadtmauer den Bau der Prager Neustadt frei.
- 29. August: In einer Seeschlacht bei Karystos zwischen den verfeindeten Seerepubliken Venedig und Genua siegen die Venezianer.

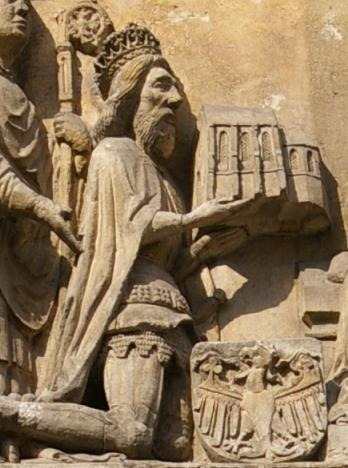
König Kasimir der Große

- 19. November: Im Vertrag von Namslau kommt es zu einem Interessenausgleich zwischen Böhmens König Karl IV. und Polens König Kasimir III. der Große. Kasimir gibt seine Ansprüche auf Schlesien, das Haus Luxemburg seine Rechte auf Polen auf.
- Der falsche Woldemar wird von Karl IV. mit der Mark Brandenburg belehnt. Um 1350 wird er als Betrüger enttarnt.

### Wissenschaft und Technik
- 7. April: Die Karls-Universität Prag wird durch einen Stiftungsbrief des böhmischen Königs Karl IV. nach dem Vorbild der Pariser Universitas magistrorum et scholarium als erste Universität im östlichen Mitteleuropa gegründet.
- Die angesehenste medizinische Fakultät des Abendlandes, diejenige von Paris, wird vom französischen König beauftragt, ein Gutachten über die große Pest abzugeben. Darin kommt man zum Schluss, dass eine Konjunktion der Planeten Jupiter, Saturn und Mars am 24. März 1345 die atmosphärischen Veränderungen ausgelöst habe, die zur Pest geführt haben sollen.

### Kultur und Gesellschaft
- 19. Januar: Englands König Edward III. stiftet den Hosenbandorden, dessen Ordensband unter dem linken Knie getragen wird.
- Die Laischaft Osnabrück wird erstmals urkundlich erwähnt.
- Die mährische Landtafel wird begonnen. Das Verzeichnis der Rechtsgeschäfte des Adels wird über 500 Jahre geführt und ist bis heute erhalten.

### Religion
- 4. Juli: Papst Clemens VI. wendet sich in einer Bulle gegen die Judenverfolgungen zur Zeit des Schwarzen Todes. Sein Schreiben wird außer in Avignon jedoch weitgehend ignoriert.
- 17. März: Andreas von Wislica wird Bischof von Schwerin als Nachfolger des am 2. März gestorbenen Willekin Pape. Seine Haupttätigkeit widmet er dem Kampf gegen die Bülows, den Verwandten seiner beiden Vorgänger, die fast die gesamten Stiftsgüter als Pfand für dargeliehene Gelder und geleistete Dienste mit Beschlag belegt haben.
- 26. September: Papst Clemens VI. erklärt in einer zweiten Bulle mit dem Titel Quamvis perfidiam die Juden für unschuldig als Brunnenvergifter oder Verursacher der Pest. Wer Juden verfolge, müsse mit Exkommunikation rechnen.

### Katastrophen
- 25. Januar: Ein schweres Erdbeben mit Epizentrum in Friaul führt unter anderem zu einem Bergsturz am Dobratsch in Kärnten, bei dem zahlreiche Dörfer verschüttet und etliche Burgen zerstört werden.
- Die Ausbreitung der Pest als europäische Pandemie beginnt, die (später) Schwarzer Tod genannt wird, und der bis 1353 etwa die Hälfte der europäischen Bevölkerung zum Opfer fällt. Sie führt zu Flagellantentum und Judenverfolgungen wegen angeblicher Brunnenvergiftungen.
- Die Pest wütet auch im Orient, allein in Kairo sollen 900.000 Menschen an ihr gestorben sein.

## Geboren

### Geburtsdatum gesichert
- 11. April: Andronikos IV., byzantinischer Kaiser († 1385)
- 1. Oktober: Isabelle de Valois, französische Prinzessin, Ehefrau von Gian Galeazzo Visconti († 1372)

### Genaues Geburtsdatum unbekannt
- Alberico da Barbiano, italienischer Condottiere († 1409)
- Guillaume Fillastre, französischer Kardinal der römisch-katholischen Kirche († 1428)
- Giovanni Sercambi, italienischer Schriftsteller und Staatsmann († 1424)
- Wenzel II., Herzog von Liegnitz, Bischof von Lebus und Bischof von Breslau († 1419)

## Gestorben

### Januar bis Juni
- 21. Januar: Heinrich III., Graf von Vaudémont
- 23. Januar: Carlo, Herzog von Durazzo (* 1323)
- wahrsch. 2. Februar: Manvydas, litauischer Adeliger (* um 1288)
- 2. Februar: Narimantas, Fürst von Polozk und Pinsk  (* um 1294)
- 2. März: Willekin Pape, Bischof von Schwerin
- 8. März: Ulrich von Württemberg, Graf von Württemberg und Domherr zu Speyer
- 11. März: Petrus I., Abt im Kloster St. Blasien
- 3. April: Adolf VI., Graf von Berg
- 3. April: Johann II., Herzog von Athen und Neopatria (* 1317)
- 6. April: Laura de Noves, französische Adlige, Frau von Graf Hugues II. de Sade, möglicherweise Muse Petrarcas (* 1310)
- 1. Mai: Heinrich IV., Graf von Waldeck (* um 1282/90)
- 10. Juni: Gozzio Battaglia, Kardinal der Römischen Kirche (* um 1270)
- 13. Juni: Don Juan Manuel, kastilischer Staatsmann und Schriftsteller (* 1282)
- 25. Juni: Rudolf IV., Markgraf von Baden (* vor 1291)

### Juli bis Dezember
- 3. Juli: Giovanni Colonna, Kardinal der katholischen Kirche (* um 1295)
- 5. Juli: Luis de la Cerda, spanischer Adeliger (* 1291)
- 7. Juli: Johannes Andreae, italienischer Rechtsgelehrter (* um 1270)
- 1. August: Blanca Margarete von Valois, erste Ehefrau des böhmischen Königs und späteren Kaisers Karl IV. (* 1317)
- 3. August: Gauscelin de Jean, französischer Kardinal der katholischen Kirche
- 20. August: Bernhard III., Fürst von Anhalt-Bernburg
- 20. August: Bernardo Tolomei, Heiliger der katholischen Kirche (* 1272)
- 23. August: John Stratford, Bischof von Winchester und Erzbischof von Canterbury (* um 1275)
- 2. Oktober: Alice de Lacy, englische Adelige (* 1281)
- 16. Oktober: Luitgard von Wittichen, deutsche Mystikerin und Klostergründerin (* 1291)
- 27. Oktober: Withego I. von Ostrau, Bischof von Naumburg
- 30. Oktober: Eleonore von Portugal, Königin von Aragon (* 1328)
- 2. Dezember: Hanazono, letzter japanischer Kaiser aus der Kamakura-Zeit (* 1297)
- 25. Dezember: Chungmok Wang, 29. König des koreanischen Goryeo-Reiches (* 1337)

### Genaues Todesdatum unbekannt
- Anfang des Jahres: Otto I., Erzbischof von Bremen
- Februar: adh-Dhahabī, arabischer Gelehrtenbiograph und Historiker (* 1274)
- Frühjahr: Johannes Angelo, byzantinischer Aristokrat, Heerführer und Provinzgouverneur
- Juni: Gentile da Foligno, italienischer Arzt und Naturphilosoph (* 1280/
- nach dem 24. August: Lawrence Hastings, englischer Magnat und Militär (* 1320)1290)
- ʿAlī ibn ʿUṯmān ibn at-Turkumānī, hanafitischer Richter, Jurist und Lehrer der Sahīh-Sammlung al-Buchārīs in Ägypten
- Barlaam von Kalabrien, süditalienischer Kleriker und Gelehrter (* um 1290)
- Ferrer Bassa, katalanischer Maler (* zwischen 1285 und 1290)
- Maso di Banco, italienischer Maler
- Umur Bey, türkischer Emir (* um 1309)
- Giovanni Villani, italienischer Kaufmann, Politiker und Geschichtsschreiber, Opfer des Schwarzen Todes

### Gestorben um 1348
- zw. 16. Februar 1347 und 8. Mai 1348: Heinrich III., Vogt von Plauen (* um 1284)
- Ambrogio Lorenzetti, italienischer Maler (* um 1290)
- Pietro Lorenzetti, italienischer Maler (* um 1280)